# Modestus Haas
Modestus Haas  (* 18. Dezember 1963 in Triesen) ist ein ehemaliger liechtensteinischer Fussballspieler.

## Karriere

### Verein
In seiner Jugend spielte Haas für den FC Vaduz, den er dann in Richtung FC Triesen verliess. Später schloss er sich dem Schweizer Verein Chur 97 an, bevor er zum Hauptstadtklub FC Vaduz zurückkehrte. Anschliessend unterschrieb er erneut einen Vertrag beim FC Triesen. Nach Stationen beim FC Balzers und beim FC Ruggell wechselte er zum FC Triesenberg, für den er bis zu seinem Karriereende aktiv war. 

### Nationalmannschaft
Haas gab sein Länderspieldebüt in der liechtensteinischen Fussballnationalmannschaft am 9. März 1982 beim 0:1 gegen die Schweiz im Rahmen eines Freundschaftsspiels. Bis 1998 war er insgesamt fünf Mal für sein Heimatland im Einsatz.